# Coleophora murinipennella
Coleophora murinipennella is een vlinder uit de familie van de kokermotten (Coleophoridae). De wetenschappelijke naam van de soort is voor het eerst geldig gepubliceerd in 1844 door Duponchel.